# Клан Омура
Клан Омура (јап. 大村氏), јапанска племићка породица из периода Муромачи, Азучи-Момојама и Едо. Прва хришћанска великашка породица у Јапану.

## Историја
Клан Омура држао је истоимени посед у западном делу провинције Хизен на острву Кјушу. Омура Сумитада (1532-1587) био је први јапански великаш који је примио хришћанство од језиутских мисионара (1561), а 1570. отворио је луку Нагасаки за португалске трговце. Године 1580. поклонио је Нагасаки католичкој цркви, који је тако постао аутономна хришћанска колонија у Јапану. Од 1580. био је вазал клана Рјузоџи, а стицајем околности закаснио је у битку код Окита Навате (1584). Године 1586. неко време је ратовао против хришћанског клана Арима, који је био у служби клана Шимазу. После освајања Кјушуа (1587), Тојотоми Хидејоши потврдио је поседе клана Омура. После забране хришћанства у Јапану (1614), клан Омура одрекао се хршћанства и вратио будизму.

### Примање хришћанства
Иако су први хришћански мисионари које је предводио португалски исусовац Фрања Ксавијер стигли у Јапан већ 1549, до 1561. број Јапанаца који су примили хришћанство био је мањи од 4.000. Вођа језуитских мисионара на острву Кјушу, Косме де Торес, протеран од клана Мацуура из Хирада због уништавања локалних паганских храмова, одлучио је да покуша са подмићивањем локалне властеле. Године 1561. послао је своје људе да истраже да ли неко други међу баронима западног Кјушуа може бити убеђен да постане хришћанин, „тако што подстичу њихове наде да ће Велики брод доћи у њихове луке, ако имају одговарајуће“. По његовом налогу, португалски пилот брода је 1561. године извео тајна сондирања Јокосеуре (данас Нагасаки), луке која се налазила на северном делу западног полуострва Соноги и припадала територији Омура Сумитаде (1533-87). Када је установљено да је Јокосеура прикладна лука за велике бродове, Сумитади су приступили са сугестијом да ће, ако пристане да постане хришћанин и „дозволи да се Божји закон проповеда у његовој земљи, одатле следити велика духовна и материјална корист за њега ."
Сумитада је очигледно био више него вољан да склопи нагодбу, јер је обећао „да ће саму луку Јокосеура дати Цркви, како би тамо настала велика хришћанска заједница, у чијим кућама би могли да се склоне португалски трговци и њихова роба безбедно; и да ће их, ако би Португалци допутовали у поменуту луку, ослободити дажбина на период од десет година."
Године 1562, погодба је била потврђена када су језуити не само договорили да велики брод Перо Барета Ролима дође у Јокосеуру, већ су такође учинили да још један велики брод и португалска џунка из Макаа пређу из Хирада, где су већ пристали, до Сумитадине луке. Још три португалска брода посетила су Јокосеуру 1563. Крајем маја или почетком јуна те године, Омура Сумитада је крштен, узевши хришћанско име Бартоломео. Референтни радови га универзално називају првим хришћанским даимјоом у Јапану. Међутим, врло је сумњиво да ли му се статус даимјоа може исправно приписати 1563. године. Значајно је то што је исусовац Алесандро Валињано – човек који је знао да прави оштре разлике – чак две деценије касније описао Дом Бартолома као кокуџина, односно не више од ситног властелина или барона у провинцији Хизен. Осим поморске локације његовог домена у округу Соноги у Хизену, његови ресурси су били мали. Од самог почетка његово господство је било несигурно. По рођењу члан породице Арима из Хизеновог региона Такаку - био је други син Арима Харузумија (1483-1566) - Сумитада је наследио кућу Омура путем усвајања. Његов усвојитељ, Омура Сумијаки (умро 1551), разбаштинио је сопственог сина Матахачира (рођен 1534) у интересу формирања савеза са кланом Арима. Матахачиро је усвојен у суседну породицу Гото као Гото Такаакира, и постао је огорчени непријатељ Омура Сумитаде. Његови људи су 15. августа 1563. напали Омурине поседе и протерали га из Јокосеуре. Без Омурине заштите, хришћански трговци и мисионари постали су жртве локалних разбојника, трговачке конкуренције и пирата - три португалска трговца убијена су у свађи са трговцима из Бунга, а језуитски мисионари Космо де Торес и Луис Фроис били су њихови таоци све док Португалци нису искрцали унапред плаћену свилу. Крајем новембра, када су португалски бродови отишли, непријатељи странаца спалили су хришћанску цркву и читаву луку. Године 1564. португалски бродови су противно савету језуита поново пристали у Хираду, али су опљачкани по наређењу тамошњег господара Мацуура Таканобуа, бившег пирата. Године 1565. језуити су успели да убеде Великог капетана Жоао Переиру да пристане са својим великим бродом и пратећом галијицом у луку Фукуда, последњи посед Омура Сумитаде. Веран својој пиратској традицији, Мацуура Таканобу се удружио са неким трговцима из Сакаја да зароби португалске бродове - окупио је преко 80 лађа и напао луку, али је одбијен ватром из топова. Следеће године (1566), Португалци су снабдели Омура Сумитаду ватреним оружјем, са којим је успео да преотме једну од својих тврђава од Гото Такаакире.

### Оснивање Нагасакија
Фукуда је до 1570. била главна лука за португалске бродове, после чега су прешли у Нагасаки, у то време мало рибарско село у поседу истоименог Омуриног вазала, које се налазило на изврсној природној луци. За неколико година на овом месту је израсло насеље хришћана протераних са места као што су Хирадо и Јамагучи (посед клана Мори), а до 1573. године то насеље је било окружено рудиментарним утврђењима. Током наредних неколико деценија, Нагасаки се развио у просперитетну луку и потпуно хришћански град. Остаће главна база операција хришћанских мисионара и португалских трговаца у Јапану све док први не буду забрањени 1614, а други протерани 1639. (За те две и по деценије, мисионари су наставили свој рад у граду и околини илегално.) Чак и након тога, и током периода изолације у ери Токугава (1639-1854), Нагасаки је и даље био јапански прозор на запад, пошто је Холанђанима било дозвољено да тамо одржавају трговачку постају од 1641.

### Покоравање клану Рјузоџи
Уздизање клана Рјузоџи после победе над кланом Отомо у бици код Имајаме (1570) као доминантне силе у Хизену тешко је погодило клан Омура. Суседни великаши - Гото Такаакира, Мацуура Таканоби и Арима Харунобу - покоравали су се Рјузоџу Таканобуу један по један. Пошто су у претходним сукобима само хришћани доследно били уз њега, и пошто је његов опстанак потпуно зависио од португалске трговине (приходи од царине износили су више хиљада златника годишње), године 1574. Бартоломео Омура је наредио свим својим поданицима да се покрсте под претњом прогонства - тако је у један мах покрштено око 60.000 људи. Међутим, Рјузоџи Таканобу је наставио са притиском на Омуру, на чију је територију упао 1577. и 1578. До 1580. је постало очигледно да Сумитада не може да настави у недоглед да се одупире Рјузоџијевој надмоћној сили и да се мора, коначно, покорити Таканобуу као свом господару. Ни Сумитада ни мисионари, међутим, нису могли да дозволе да „пагански“ Рјузоџи заузме Нагасаки (то јест, успоставе контролу над базом португалске трговине која је одржавала и Дом Бартоломеа и његове језуитске менторе) када покори Омуру. Решење које су заједнички формулисали Сумитада и језуитски надзорник Александро Валињано, било је уступање Нагасакија језуитима, уз уговор да ће царине бити дељене између језуита и Омуре. Предаја Нагасакија језуитима обављена је 9. јуна 1580, и одмах потом Омура је отишао у Сагу и постао вазал клана Рјузоџи, док је Нагасаки накратко, до Хидејошијевог освајања Кјушуа 1587, постао аутономна језуитска колонија у Јапану. До 1581. град је утврђен зидом и заштићен са 5-6 лаких топова.

## Познате личности
- Омура Сумитада
- Омура Јошијаки